# منوچهرکلا
منوچهرکلا، روستایی است از توابع بخش مرکزی شهرستان نوشهر در استان مازندران ایران.
از آثار تاریخی این روستا می‌توان به امامزاده خالد کیاسلطان اشاره کرد

## جمعیت
این روستا در دهستان کالج قرار دارد و براساس سرشماری مرکز آمار ایران در سال ۱۳۸۵، جمعیت آن ۶۴۰ نفر (۱۷۳خانوار) بوده‌است. مردم منوچهرکلا از قومیت طبری هستند. مردم منوچهرکلا به زبان طبری با گویش کجوری سخن می‌گویند.